# Licitações públicas
Licitação é o procedimento administrativo formal regra que se estabelece de forma prévia às contratações de serviços, aquisições de produtos, ou até mesmo para registrar preços para contratações futuras pelos entes da Administração Pública direta ou indireta, que também pode ser considerada como pré-contrato, que tem como objetivo principal a obtenção das propostas mais vantajosas e justas.
Contratos governamentais ou contratos públicos são as compras de bens, serviços e obras em nome de uma autoridade pública, como uma agência governo. Correspondendo a 12% do PIB global em 2018, as compras governamentais representam uma parte substancial da economia global.
Para evitar fraude, desperdício, corrupção, ou protecionismo local, as leis da maioria dos países regulam as compras governamentais até certo ponto. As leis geralmente exigem que a autoridade aquisidora emita licitações públicas se o valor da aquisição exceder um determinado limite. As compras governamentais também são objeto do Acordo sobre Compras Governamentais (GPA), um  tratado internacional multilateral sob os auspícios da OMC.

## Visão geral

### Necessidade de compras governamentais
As compras governamentais são necessárias porque os governos não podem produzir todos os insumos para os bens que eles mesmos fornecem. Os governos geralmente fornecem bem público, por exemplo, defesa nacional ou infra-estrutura pública. Bens públicos não são rivais e não excluíveis, o que significa que o consumo de um indivíduo não diminui a quantidade ou qualidade da mercadoria disponível para outros, e os indivíduos não podem ser impedidos de consumir livremente a mercadoria, ou  "volta gratuita". Consequentemente, os mercados privados não podem fornecer bens públicos. Em vez disso, o governo fornece esses bens e os financia aumentando os impostos de todos os cidadãos.
Além dos bens públicos, os governos muitas vezes também fornecem bens de mérito, como educação ou saúde. Bens de mérito são bens privados que são rivais e excluíveis e, portanto, fornecidos por mercados privados. No entanto, os governos também fornecem bens de mérito por razões de equidade e justiça e porque eles têm externalidades positivas para a sociedade como um todo.
Para fornecer bens públicos e de mérito, o governo tem que comprar fatores de entrada de empresas privadas, por exemplo. carros de polícia, prédios escolares, uniformes, etc. Este processo é chamado de governo ou contratação pública.

### Problemas
As compras governamentais envolvem um alto risco de corrupção devido ao grande volume de negócios financeiros e à complexidade de muitos processos de compras nos quais as empresas interagem muito estreitamente com políticos e funcionários públicos. Muitas vezes, os interesses pessoais dos funcionários públicos não são os mesmos que os interesses do público. A vulnerabilidade dos compradores públicos à subversão privada levou todos os países a restringir o arbítrio das entidades compradoras no que compram e pagam. Mas enquanto a regulamentação do setor privado dá poder aos funcionários públicos e permite que eles extraiam subornos em troca de alívio regulatório, a regulamentação do governo restringe os funcionários públicos. As regulamentações de compras públicas reduzem o arbítrio dos compradores, geralmente com a intenção de reduzir a corrupção.

### Escopo
Os regulamentos de compras governamentais normalmente cobrem todos os obras públicas, serviços e contratos de fornecimento celebrados por uma autoridade pública. No entanto, pode haver exceções. Estes cobrem mais notavelmente as aquisições militares, que representam grande parte dos gastos do governo. O GPA e a lei de compras da UE permitem exceções onde a licitação pública violaria os interesses essenciais de segurança de um país. Além disso, certos setores politicamente ou economicamente sensíveis, como saúde pública, fornecimento de energia ou transporte público, também podem ser tratados de forma diferente.

## Compras estratégicas em compras públicas
Uma das consequências da crise financeira de 2007-2008 foi a tentativa de reduzir os gastos públicos para controlar a dívida pública. Essa tendência afetou as compras governamentais por sua participação significativa nos gastos públicos. Portanto, várias estratégias de compras foram implementadas para aumentar a qualidade e diminuir o custo das compras governamentais. Essas estratégias incluem public e-procurement, compras centralizadas ou framework agreement.

### Contratação pública eletrônica
Public e-procurement significa substituir várias fases da contratação pública por meios eletrônicos. O objetivo do uso de ferramentas eletrônicas é reduzir os custos administrativos pela automação. O e-procurement também pode mitigar algumas barreiras à entrada para fornecedores menores, o consequente aumento da concorrência pode reduzir o preço de aquisição.

### Contratos públicos e inovação
O grande poder de compra do setor público levou à consideração do uso da contratação pública como estímulo para fomentar a inovação. As atividades de contratação pública e inovação cruzam-se em três áreas específicas: contratação pública para inovação, contratação pública de inovação e contratação pública inovadora. Primeiro, vários estudos estabeleceram que a contratação pública para inovação é uma ferramenta viável e eficiente para estimular a inovação como uma ferramenta do lado da demanda no mix de políticas de inovação. Em segundo lugar, os contratos públicos também podem ser usados para inovar o próprio setor público (contratos públicos de inovação), por meio da inclusão da “inovação” como meta de compras (muitas vezes como critério secundário). Em terceiro lugar, novas abordagens de contratação pública (como eProcurement ou Parcerias Público-Privadas) podem ser introduzidas para inovar os processos e entidades de contratação pública.

### Centralização de compras na contratação pública
Compra centralizada significa adjudicar contratos de aquisição em nome de uma ou mais entidades aquisidoras. Esse método tem sido usado para obter vários benefícios decorrentes da agregação de demanda. A contratação centralizada pode ser feita por entidades adjudicantes ordinárias ou por uma central de compras estabelecida. A aquisição centralizada é regulamentada pela legislação local. Por exemplo, as diretivas 2004/17/EC e 2004/18/EC tratam dessa questão na UE. Os benefícios comumente mencionados da centralização de compras são os seguintes:
- Redução do preço unitário final – Maior valor de aquisição proveniente da agregação de demanda pode aumentar o poder de barganha dos compradores e diminuir o preço final. Além disso, um valor mais alto pode atrair mais empresas para participar da licitação, o aumento da concorrência também pode levar a um preço melhor.[13]
- Redução dos custos de transação – O principal objetivo da aquisição centralizada é evitar a duplicação de alguns procedimentos. As unidades contratantes podem reduzir seus custos de transação em cooperação com outras entidades. Este aspecto é frequentemente considerado como o argumento mais relevante para a centralização de compras.[14]
- Aumentar a transparência – Em muitas jurisdições, existem certos limites de valor que obrigam os adquirentes a publicar os detalhes do concurso e informações sobre os contratos adjudicados e as despesas efectuadas. Portanto, um valor adquirido mais alto pode contribuir para uma maior transparência entre as licitações públicas.[14]
- Compartilhamento de conhecimento – A cooperação em compras também pode resultar no compartilhamento das melhores práticas de compras. Alguns órgãos centrais de compras também realizam atividades de pesquisa.[13]

No entanto, outros aspectos da centralização são frequentemente criticados. As desvantagens discutidas são frequentemente ligadas ao teorema da descentralização declarado pelo economista americano Wallace E. Oates em 1972. O teorema afirma que um sistema descentralizado é mais eficiente, devido à assimetria de informação entre o governo local e central.
A centralização de compras também pode impactar negativamente o lado da oferta. Valores adquiridos mais altos podem exigir maior capacidade da empresa fornecedora e podem criar barreira à entrada para pequenas ou médias empresas. Consequentemente, pode levar à monopolização do mercado de contratos públicos.
Os críticos também mencionam que apenas alguns bens podem ser adquiridos centralmente. Bens heterogêneos ou com muitas características não são adequados para essa estratégia.

### Framework agreements
Framework agreements é outro método de agregação de demanda. É um tipo de procedimento licitatório em duas etapas, que estabelece a adjudicação de contratos incompletos com um ou mais fornecedores por determinado período de tempo. No Brasil é chamado de registro de preços
A vantagem discutida é uma redução de custos administrativos novamente, pois o procedimento de licitação não precisa ser duplicado por um período de tempo acordado. Por outro lado, o termo "maldição do vencedor" está associado ao framework acordo, pois há uma incerteza de preço no tempo.
Todas essas três estratégias de aquisição não são mutuamente exclusivas. Assim, os contratos-quadro podem ser processados centralmente por meio de e-procurement.

## Licitações no Brasil
No Brasil, para licitações por entidades que façam uso da verba pública mais conhecida como Compras Governamentais ou compras públicas, seguiam as Leis 8.666/93 de normas gerais de licitações e  contratos, Lei  10.520/02 também conhecida como pregão, destinada a bens e serviços comuns. Há, ainda, outras legislações complementares que também regulam os certames, como a Lei 12.462/2011 [3] - Regime Diferenciado de contratações Públicas e o decreto 5.450/2005 - Forma de Pregão Eletrônico e Lei 14.133/21 (Lei de Licitações e Contratos Administrativos.).
Desde 01 de abril de 2023, a Lei 8.666/93 foi completamente revogada e sucedida pela Lei 14.133/21 (Lei de Licitações e Contratos Administrativos.) que foi promulgada em 01 de abril de 2021. Após a promulgação da Lei 14.133 os artigos 89 a 108 da Lei nº 8.666, de 21 de junho de 1993 foram retirados da vigência, conforme listado no artigo 193 da Lei 14.133.
As licitações são um nicho econômico, chamado de Mercado Governamental que mostra a importância do Estado na economia. As licitações Públicas em geral tem o gasto em média superior a R$ 60 bilhões anuais no Brasil . Elas também ajudam o mercado econômico a viabilizar a concorrência e o desenvolvimento social e regional, o aumento de arrecadação tributaria, o aumento de renda e a diminuição e taxa de desemprego.

## Processo licitatório
O ordenamento brasileiro, em sua Constituição Federal de 1988 (art. 37, inciso XXI), determinou a obrigatoriedade da licitação para todas as aquisições de bens e contratações de serviços e obras, bem como para alienação de bens, realizados pela Administração no exercício de suas funções.
É composto de diversos procedimentos que devem ser efetuados com base nos  princípios definidos no Art.37 da Constituição Federal, a saber, a legalidade, a impessoalidade, a moralidade, a publicidade e a eficiência, com o intuito de proporcionar à Administração a aquisição, a venda ou uma prestação de serviço de forma vantajosa, ou seja, menos onerosa e com melhor qualidade possível e isonomia aos membros da sociedade. É a chamada "eficiência contratória".
Isto acontece utilizando-se um sistema de comparação de orçamentos chamado de "propostas das empresas". As empresas devem atender às especificações legais necessárias, todas constantes do edital. A empresa que oferecer maiores vantagens ao governo será a escolhida para o fornecimento do produto ou do serviço, para aquisição de bens alienados pela administração pública ou para atuar nos regimes de concessão ou permissão em relação a serviço público. Oferta mais vantajosa, na legislação brasileira, entende-se pelo critério de menor preço; maior desconto; de melhor técnica ou conteúdo artístico; de técnica e preço; maior retorno econômico; ou, por fim, a de maior lance para os casos de alienação de bens. Dentre estes, o critério 'menor preço' é comumente mais utilizado. Ao lado deste, figuram o critério de 'Melhor Técnica', quando se leva em consideração, além do preço, a qualificação do licitado e as características de sua proposta; e 'Maior Lance', utilizado quando o objetivo é alienar (vender) bens públicos, como ocorre nos leilões do Brasil.
A lei 8666/93 foi uma lei federal brasileira, sancionada em 21 de junho de 1993. Esta lei estabelece normas gerais sobre licitações e contratos administrativos pertinentes a obras, serviços, inclusive de publicidade, compras, alienações e locações no âmbito dos poderes da União, dos Estados, do Distrito Federal e dos Municípios.
A lei 10.520, de 2002, institui o pregão no ordenamento jurídico brasileiro, para aquisição de bens e serviços comuns.
A Lei 14.133/21 sucedeu a lei 8666/93 revogando alguns de seus artigos em sua promulgação em 01 de abril de 2021 e revogando-a completamente a partir de 01 de abril de 2023.
Como fonte de consulta, há uma publicação do Tribunal de Contas da União, disponível no site do TCU, que versa sobre questões relacionadas ao processo licitatório.
Ainda segundo a lei 14.133/21 art 74 a Licitação se torna inexigível em casos de fornecedor único, serviços de alto know-how especializado e artistas consagrados pela crítica, entre outros. A licitação é dispensável (art. 75) em determinadas situações, trata de casos variados, que envolvem desde o valor, o objeto, uma situação excepcional ou as pessoas que prestarão o objeto. Além disso, a licitação é dispensada art 76, I, em determinadas situações que envolvam a alienação de bens.
A lei 14.133/21 estabeleceu o princípio da  segregação de funções, por meio do qual é vedada a designação do mesmo agente público para atuação simultânea em funções mais suscetíveis a riscos, de modo a reduzir a possibilidade de ocultação de erros e de ocorrência de fraudes na respectiva contratação.
Os agentes públicos da licitação deverão ser qualificados com relações a suas atribuições, devendo ter formação compatível e qualificação atestada por escola de governo e não ter parentesco até o 3º grau ou vínculo com licitantes ou contratados habituais.
O agente de contratação é o servidor efetivo ou empregado público do quadro permanente responsável pela condução da licitação até a homologação. A comissão de contratação poderá ser formada para licitações para bens ou serviços especiais em substituição ao agente de contratação, sendo composta por no mínimo três membros, preferencialmente servidores efetivos ou empregados públicos do quadro permanente. Na modalidade diálogo competitivo, a formação de comissão de contratação é obrigatória, e será composta por no mínimo três membros, do quadro de servidores efetivos ou empregados públicos do quadro permanente.
Entre os objetivos da licitação, estão: a seleção da proposta apta a gerar o resultado de contratação mais vantajoso (inclusive quanto ao ciclo de vida do objeto) assegurar o tratamento isonômico, a justa competição; evitar o sobrepreço, os preços manifestamente inexequíveis e o superfaturamento; incentivar a inovação e o desenvolvimento nacional sustentável.

### Tipologia e modalidades

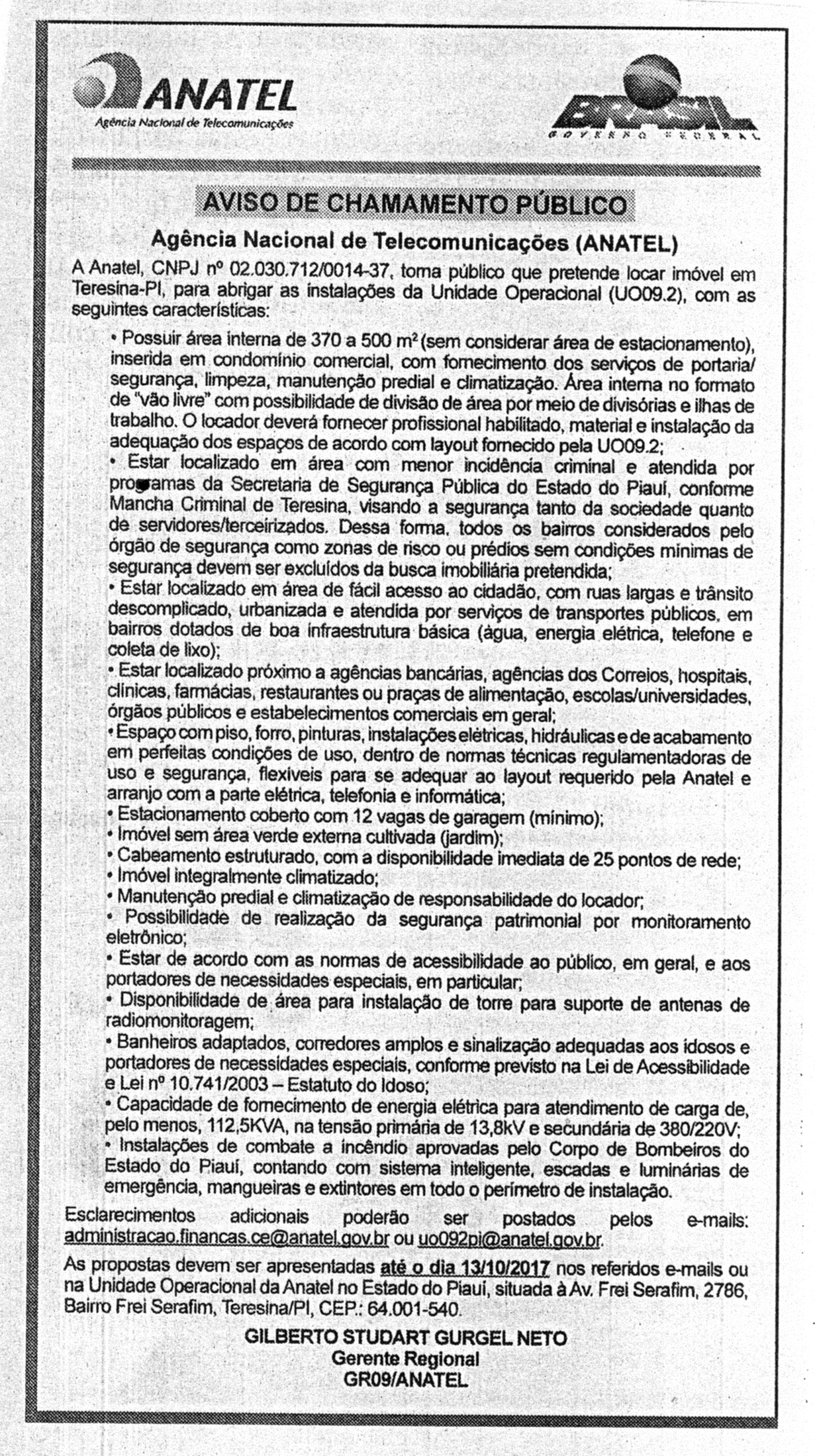
Documento de licitação na ANATEL.

No Brasil, o legislador optou por classificar distintamente o tipo e a modalidade de licitação. São duas ordens de classificação às quais se submetem quaisquer procedimentos licitatórios. Não é possível mesclar ou criar outras modalidades de licitação, salvo por alteração dos normativos federais.
As modalidades referem-se principalmente ao volume das transações em questão, e secundariamente às características do objeto da licitação. São as seguintes modalidades elencadas na lei 14.133/21:
- Pregão
- Concorrência;
- Leilão;
- Concurso;
- Diálogo competitivo

O pregão é a modalidade obrigatória de licitação para aquisição de bens e de serviços comuns, que são aqueles cujos padrões de desempenho e qualidade podem ser objetivamente definidos pelo edital, por meio de especificações usuais de mercado. Essa modalidade também pode ser aplicada nos serviços comuns de engenharia. Os critérios de julgamento são menor preço e maior desconto.
A concorrência é a modalidade de licitação para contratação de bens e serviços especiais (aqueles que, por sua alta heterogeneidade ou complexidade, não podem ser descritos como comuns) e de obras e serviços comuns e especiais de engenharia. Essa modalidade admite todos os critérios de julgamento previstos na lei, excelo o de maior lance. 
Tanto o pregão como a concorrência seguem o rito comum, previsto no art. 17.
O leilão é adotado para alienação de bens imóveis ou de bens móveis inservíveis ou legalmente apreendidos a quem oferecer o maior lance. Segue rito especial e deve ser conduzido por leiloeiro oficial ou servidor designado, com divulgação do edital com antecedência mínima de 15 dias úteis, sem necessidade de registro cadastral ou fase de habilitação prévios.
O concurso é a modalidade de licitação destinada à seleção de trabalhos técnicos, científicos ou artísticos. Estabelece-se um prêmio, e qualquer interessado qualificado pode submeter seu trabalho. O edital deve ser divulgado com antecedência mínima de 35 dias úteis e o autor deverá ceder os direitos patrimoniais. Frise-se, que esta modalidade de Licitação, não se assemelha ao concurso público, pois aquele cumpre a função de provimento de cargos públicos, através de provas ou provas e títulos.
O diálogo competitivo é a modalidade de licitação utilizada para contratação de obras, serviços e compras na qual a administração pública realiza diálogos com licitantes previamente selecionados mediante critérios objetivos, com o intuito de desenvolver uma ou mais alternativas capazes de atender às suas necessidades, devendo os licitantes apresentar proposta final após o encerramento dos diálogos.
Os tipos de licitação referem-se ao modelo de decisão na escolha do vencedor da licitação. À exceção do concurso, cujo julgamento é o parecer de uma comissão de especialistas na área, a lei 14.133/21 elenca os seguintes tipos de licitação:
- menor preço: vence a proposta com o menor dispêndio para a administração pública, atendidos os parâmetros mínimos de qualidade definidos no edital de licitação;[19]
- maior desconto: vence a proposta com o menor dispêndio para a administração pública a partir de um desconto sobre uma referência, atendidos os parâmetros mínimos de qualidade definidos no edital de licitação;[19]
- melhor técnica ou conteúdo artístico: utilizada para seleção de projetos ou trabalhos técnicos, científicos ou artísticos em concursos ou ainda na modalidade concorrência;[19]
- técnica e preço: as propostas recebem uma nota que leva em conta a técnica e o preço (com pesos na composição da nota definidos no edital ou carta convite), vence a com melhor nota; somente pode ser utilizada na modalidade concorrência e seu uso deve ser justificado no qual a ponderação da qualidade é relevante;[19]
- maior lance: critério de julgamento utilizado exclusivamente no leilão[19]
- Maior retorno econômico: critério utilizado exclusivamente para a celebração de contrato de eficiência, considerando a maior economia para a Administração, e a remuneração deverá ser fixada em percentual que incidirá de forma proporcional à economia efetivamente obtida na execução do contrato.[19]

No caso do tipo "menor preço", há uma série de requisitos para identificar se a proposta é exequível, e é proibido oferecer bens ou serviços a valores simbólicos, irrisórios ou nulos, incompatíveis com a realidade. Também é proibido atrelar o seu preço á da proposta concorrente.

#### Procedimentos da licitação
A licitação é válida e eficaz quando segue todos os seus procedimentos de acordo com as modalidades de licitação, que são definidos da seguinte maneira:

#### Fases
São fases da licitação o edital, os documentos de licitação, os tipos de licitação, o julgamento das propostas, a habilitação, o julgamento de eventuais recursos, a homologação. Desta forma, analisa-se a documentação apenas da primeira colocada no certame, o que economiza tempo e recursos do Poder Público. Segundo a Lei 14.133/21, segue a ordem: Preparatória; De divulgação do edital de licitação; De apresentação de propostas e lances, quando for o caso; De julgamento; De habilitação; Recursal; De homologação.

#### Edital
Chama-se edital o documento através do qual a instituição compradora estabelece todas as condições da licitação que será realizada e divulga todas as características do bem ou serviço que será adquirido. A correta elaboração do edital e a definição precisa das características do bem ou serviço pretendido pela entidade licitadora são essenciais para a concretização de uma boa compra ou contratação.

#### Habilitação
Nessa fase, verifica-se as condições dos licitantes como, por exemplo:
- financeiras - o licitante deve ter condições econômicas para execução do objeto da licitação;
- fiscal - se espera do licitante que ele esteja em dia com suas obrigações fiscais;
- trabalhistas - o licitante deve estar de acordo com a legislação trabalhista;
- técnicas - o licitante deve provar ter condições técnicas para execução do objeto da licitação.

É possível que a fase de habilitação possa ocorrer antes das fases de apresentação das propostas e lances e de julgamento. porém essa inversão das fases terá que ser motivada com a explicitação dos benefícios decorrentes e deverá constar expressamente no edital de licitação.

#### Julgamento e classificação
O julgamento é a fase que se verifica se o produto ou serviço oferecido pelos licitantes está de acordo com o que está indicado no edital. Feito isso, faz-se uma classificação colocando as melhores condições em primeiro. Deve-se, no entanto, observar os dispositivos legais que permitem a aplicação de margem de preferência nas licitações, a qual pode mudar a classificação das empresas beneficiadas.
É vedada a classificação de propostas com preços manifestamente inexequíveis.
Após o resultado do julgamento, a Administração ainda poderá negociar condições mais vantajosas com o primeiro colocado; e com demais licitantes segundo a ordem de classificação.

#### Homologação
Na homologação, a autoridade gestora verifica se o processo licitatório ocorreu de acordo com todas as regras legais e com o edital. Caso tudo esteja certo, a Autoridade competente homologa o processo.

#### Adjudicação
Nesta fase é entregue o objeto da licitação ao vencedor.

##### Procedimento no diálogo competitivo
O diálogo competitivo envolve a divulgação do edital de pré-seleção (prazo mínimo de 25  dias úteis para manifestação de interesse de participação na licitação; pré-seleção dos licitantes, a fim de se verificar quem atende aos requisitos objetivos para os diálogos; diálogo entre os licitantes e a administração para a escolha de uma solução, para a identificação de uma  ou mais soluções; divulgação do edital da fase competitiva, com a  divulgação da solução escolhida, a definição dos critérios de julgamento, com 60 dias úteis para a apresentação das propostas; por fim a apresentação das propostas finais, a partir da solução elaborada, e o julgamento das propostas.

### Anulação, revogação e convalidação
A revogação só pode ocorrer na instância administrativa por razões de interesse público decorrente de fato superveniente. Já a anulação ocorre tanto na esfera administrativa (princípio da autotutela) como no judiciário, devendo ser amplamente fundamentada pelo organismo que a anular. Revoga-se o que é lícito, mas não é conveniente ao interesse público. Anula-se o que é ilegal. É importante observar que a anulação, por tratar-se de ato ilegal, tem efeito retroativo (ex-tunc), enquanto a revogação passa a produzir efeitos somente a posterior (ex nunc).
Pode-se ainda convalidar os atos ilegais cujo vício seja sanável. Seus efeitos são, como na anulação, ex-tunc.
A anulação do contrato e até a sua rescisão, mesmo que seja por motivo de interesse público, obrigam a Administração Pública a observar o princípio do contraditório e da ampla defesa.

### Compra sem licitação
A Administração Pública é obrigada a fazer licitação, mas como para toda regra existe a exceção, a lei 14.133/21 também diz que a licitação pode ser inexigível, dispensável ou dispensável, desde que tenha justificativa suficiente para que não seja necessário a licitação.
Haverá inexigibilidade de licitação quando houver inviabilidade de competição, estabelecendo a lei um rol exemplificativo, como no caso de fornecedor exclusivo, artista consagrado, serviços técnicos especializados, credenciamento ou aquisição ou locação de imóvel.
A licitação dispensável, onde há discricionaridade da autoridade para realizar a licitação, tem rol taxativo, e pode ocorrer em função do valor (inferiores a R$ 100 mil, no caso de obras; serviços de engenharia; ou serviços de manutenção de veículos automotores. e inferiores a R$ 50 mil, no caso de outros serviços; e compras); na licitação deserta e fracassada; em caso de emergência ou calamidade pública; comprometimento da segurança nacional; situações graves, intervenção, além de outros casos em função do objeto e da pessoa contratada. 
A licitação dispensada tem rol taxativo e é vinculada, envolvendo casos de alienação de bens, como dação em pagamento; doação ou venda a outro órgão e entidade da administração; permuta por outros imóveis; programas habitacionais e regularização fundiária; venda de ações e títulos; venda de bens, produzidos ou comercializados por entidade da administração, em virtude de suas finalidades ou de materiais e equipamentos sem previsão de utilização para outros órgãos ou entidades da administração, dentre outros casos.

### Instrumentos auxiliares
A Lei 14.133/2021 estabeleceu procedimentos auxiliares das licitações e das contratações: credenciamento; pré-qualificação; procedimento de manifestação de interesse; sistema de registro de preços; registro cadastral.

### Portal Nacional de Contratações Públicas
A Lei 14.133/2021 criou o Portal Nacional de Contratações Públicas (PNCP), sítio eletrônico oficial destinado à divulgação centralizada e obrigatória dos atos exigidos pela lei e a  realização facultativa das contratações pelos órgãos e entidades dos Poderes Executivo, Legislativo e Judiciário de todos os entes federativos.
O PNCP é gerido pelo Comitê Gestor da Rede Nacional de Contratações Públicas e deve permitir diversas funcionalidades, como acesso ao Cadastro Nacional de Empresas Inidôneas e Suspensas (Ceis) e ao Cadastro Nacional de Empresas Punidas (Cnep), sistema de registro cadastral unificado, painel para consulta de preços, banco de preços em saúde e acesso à base nacional de notas fiscais eletrônicas, painel para consulta de preços, banco de preços em saúde e acesso à base nacional de notas fiscais eletrônicas, dentre outras.

## Licitações em Portugal
A contratação pública em Portugal é regida pelo Código dos Contratos Públicos ou Código dos Contratos Públicos (PCC), que foi implementado através dos seguintes Decretos-Leis (decreto -leis) e outras legislações:
- Decreto-Lei 18/2008 (29 de Janeiro de 2008)
- Decreto-Lei 59/2008 (11 de setembro de 2008)
- Decreto-Lei 223/2009 (11 de setembro de 2009)
- Decreto-Lei 278/2009 (20 de outubro de 2009)
- Decreto-Lei 3/2010 (27 de abril de 2010)
- Decreto-Lei 131/2010 (14 de dezembro de 2010)
- Lei 64-B/2011 (30 de dezembro de 2012)
- Decreto-Lei 149/2012 (12 de julho de 2012)
- Decreto-Lei 214-G/2015 (2 de outubro de 2015)
- Decreto-Lei 111-B/2017 (31 de agosto de 2017)[26]

O Decreto-Lei n.º 104/2011 (6 de outubro de 2011) aplica-se aos contratos de defesa.
O Código de Processo Administrativo, instituído pelo Decreto-Lei n.º 4/2015 (7 de janeiro de 2015), prevê ainda os procedimentos gerais em matéria administrativa e o Código de Processo dos Tribunais Administrativos instituído pela Lei n. n.º 15/2002 (22 de fevereiro de 2002), alterado pelo Decreto-Lei n.º 214-G/2015, estabelece procedimentos de contencioso em matéria de contratos públicos e práticas de contratação pública.